# Rybitwy (gmina)
Rybitwy (1867-77 oraz od 1973 Józefów) – dawna gmina wiejska istniejąca do 1954 roku w woj. lubelskim. Siedzibą władz gminy były Rybitwy, a następnie Józefów nad Wisłą.
Gmina Rybitwy powstała w 1877 roku, w Królestwie Polskim, w powiecie nowoaleksandryjskim w guberni lubelskiej z obszaru dotychczasowej gminy Józefów.
Gmina Rybitwy funkcjonowała w okresie II wojny światowej, w Generalnym Gubernatorstwie. Obejmowała wówczas wsie: Basonia, Bór, Chruślanki Józefowskie, Chruślanki Mazanowskie, Dębniak, Idalin, Józefów nad Wisłą, Kolczyn, Mazanów, Miłoszówka, Niesiołowice, Nieszawa, Nieszawa Kolonia, Nietrzeba, Pielgrzymka, Pocześle, Prawno, Rybitwy, Spławy, Studnisko, Wandalin, Wólka Kolczyńska.
W okresie powojennym gmina należała do powiatu puławskiego w woj. lubelskim. 1 stycznia 1952 roku z gminy Rybitwy wyłączono część obszaru, którą przyłączono do gminy Pawłowice w powiecie iłżeckim w woj. kieleckim. Według stanu z dnia 1 lipca 1952 roku gmina składała się z 25 gromad.
Gmina została zniesiona 29 września 1954 roku wraz z reformą wprowadzającą gromady w miejsce gmin. Jednostki nie przywrócono 1 stycznia 1973 roku po reaktywowaniu gmin, utworzono natomiast jej terytorialny odpowiednik, gminę Józefów.